# Madaillan
Madaillan är en kommun i departementet Lot-et-Garonne i regionen Nouvelle-Aquitaine i sydvästra Frankrike. Kommunen ligger i kantonen Prayssas som tillhör arrondissementet Agen. År 2022 hade Madaillan 664 invånare.

## Befolkningsutveckling
Antalet invånare i kommunen Madaillan
| Referens: INSEE |